# Jugrai híd
A Jugrai híd vagy Szurguti híd (orosz nyelven: Югорский мост, Сургутский мост) közúti híd Oroszország ázsiai részén, az Ob folyón, Hanti- és Manysiföld Szurgut városa közelében. Szibéria egyik leghosszabb hídja.

## Ismertetése
A Középső-Obon átívelő híd a jobb parti Szurguttól 10 km-re nyugatra, a várost Nyeftyejuganszkkal összekötő autóút részeként épült, és 2000. szeptemberben adták át a forgalomnak. Mellette egy acél tartószerkezetű vasúti híd vezet át a folyón.
A Jugrai híd olyan ferdekábeles híd, amelynek középső pályaszerkezeti elemét egyetlen nagy pilonra ferdén függesztett kábelek tartják. Teljes hossza az Ob széles árterén futó rávezető utakkal együtt mintegy 15 km.
Méretei
A hidat összesen 15 pillér tartja. A hídátkelő hossza: 8143 m. A híd hossza 2111 m, szélessége: 11,5 + 2×0,75 m. A pilon magassága: 149 m, a hajózó középső nyílás szélessége: 408 m. Nyílásbeosztása: (148+408)+(131,4+132,7х2+131,6)+(131,6+132,7х5+132,1+55,9).
2020-ban bejelentették, hogy a következő másfél évben teljes felújítást végeznek a hídon. Felújítják az útpályát, a pilléreket, rendebehozzák az útburkolati jeleket és a világítást is. A felújítás tervezett költsége meghaladja a 200 millió rubelt.
A 2020-as években várhatóan újabb Ob-híd is épül a Szurguti járásban, a jelenlegi hídtól keletre. A Jugrai híd forgalma ugyanis 2020-ban már 2,5-szeresen meghaladta a tervezett értéket. Napjainkban ez az egyetlen autóút, amely a többi régióval összeköti Hanti-Manszijszkot.